# Kanic bělopruhý
Kanic bělopruhý (Epinephelus striatus) je druh ryby z čeledi kanicovití (Serranidae).

## Výskyt
Kanic bělopruhý je druhem západního Atlantiku. Vyskytuje se podél pobřeží Spojených států amerických od Jižní Karolíny po Floridu. Areál výskytu dále zasahuje do Mexického zálivu a přes Karibské moře podél jihoamerického pobřeží až do Venezuely. Populace kaniců žijí i na Bahamách a na Bermudách.
Žije v pobřežních vodách o hloubkách od 0 do 90 metrů, nejčastěji do 30 metrů. Vyskytuje se na skalnatých místech, korálových útesech, v zarostlém příbřeží. Přítomnost dospělců je často vázána na jeskyně, mláďata se často stahují do porostů mořské trávy.

## Vzhled

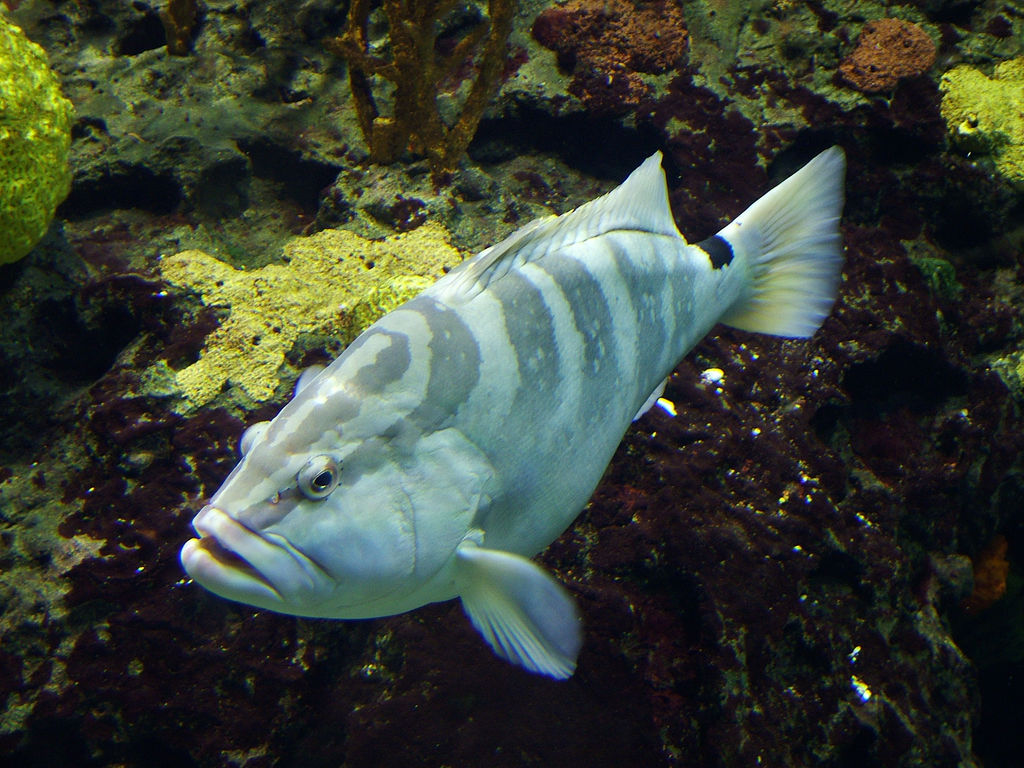
Kanic bělopruhý

Kanic bělopruhý dosahuje běžně velikosti 8 až 72 cm (průměrně 32 cm) a hmotnosti asi 12 kg. Největší ulovený jedinec měřil na délku 122 cm, největší zaznamenaná hmotnost činila 25 kg. Hřbetní ploutev (tvrdé paprsky): 11 – 12; hřbetní ploutev (měkké paprsky): 16 – 18; řitní ploutev (tvrdé paprsky): 3; řitní ploutev (měkké paprsky): 8.
Zbarvení je obvykle šedohnědé, s četnými nepravidelnými světlými skvrnami a pruhy. Kanic bělopruhý je typický tím, že barvu kůže dovede adaptivně měnit, a to především v závislosti na náladě. Během několika minut může jeho zbarvení přejít z téměř bílé na rovnoměrně tmavě hnědou.

## Biologie
Kanic bělopruhý patří mezi samotářsky žijící, noční predátory. Pod rouškou tmy loví většinou jiné druhy ryb (asi z 54 %), dále kraby (23 %) a jiné zástupce korýšů, případně měkkýšů. Kořist nasává do prostorné tlamy. Velikost a druh lovené kořisti závisí na věku. Mláďata a mladí jedinci se živí převážně korýši a mlži, zatímco starší kanicové vyhledávají hlavně ryby, větší korýše (humry) a plže. V dospělosti mají kanicové bělopruzí jenom málo přirozených predátorů. Občasnými predátory mohou být žraloci, menší kanice pronásledují i murény. U tohoto druhu se objevuje i příležitostný kanibalismus.
Kanic bělopruhý patří mezi protogynní hermafrodity. Většinu roku žije samotářky, avšak v době rozmnožování (zimní měsíce) vytváří velké třecí agregace, které mohou čítat až 30 tisíc jedinců. Doba páření je závislá na fázích Měsíce. Kanicové se páří pouze jednou ročně, vždy na stejných lokalitách, obvykle v mělkých vodách na okrajích útesových šelfů. Ryby vnímavé k páření získávají dvoubarevný vzor. Larvy se z oplodněných vajíček líhnou za 23 až 48 hodin, jejich vývoj probíhá nicméně poměrně pomalu. Pohlavní dospělosti kanicové dosahují mezi 4. a 8. rokem věku, v zajetí je tento proces rychlejší.

## Ohrožení
Mezinárodní svaz ochrany přírody (IUCN) hodnotí kanice bělopruhého k roku 2018 jako kriticky ohrožený taxon. Hlavním ohrožujícím faktorem je nadměrný lov. Kanic bělopruhý je vysoce ceněn jak ze strany komerčních, tak rekreačních rybářů, lov navíc probíhá v celém areálu výskytu a způsobil masivní úbytky populací kaniců v regionech, kde byli dříve přirozeně hojní. Kanic se stává zranitelným převážně z toho důvodu, že tvoří pravidelné třecí agregace, které se každoročně sdružují ve stejných regionech. Konzervativní odhady IUCN očekávají pokles populací kaniců mezi roky 1980 a 2031 o nejméně 73 %, pravděpodobně však o více než 80 %. Vyjma lovu se na úbytku populací promítá i ztráta přirozeného prostředí, především korálových útesů.
Lov kaniců v jednotlivých státech je buďto zcela zakazován, anebo omezován v závislosti na době tření, a druh byl navíc roku 2017 zařazen na třetí přílohu protokolu Specially Protected Areas and Wildlife (SPAW), jenž představuje právně závaznou regionální smlouvu, jejímž cílem je chránit přirozené prostředí širšího Karibiku. Lepší vymáhání právních norem považuje IUCN spolu s ochranou a monitoringem třecích agregací a zbývajících populací za prioritní akce pro zachování druhu.